# Hexatoma (Eriocera) trichoneura
Hexatoma (Eriocera) trichoneura is een tweevleugelige uit de familie steltmuggen (Limoniidae). De soort komt voor in het Afrotropisch gebied.